# Câmara Municipal de Guarapuava
A Câmara Municipal de Guarapuava é o órgão legislativo do município de Guarapuava, composta atualmente por 21 vereadores. 
A Câmara Municipal de Guarapuava exerce o Poder Legislativo, participando do governo municipal. São suas atribuições legislar sobre assuntos de interesse local, tributos municipais, orçamento, obtenção e concessão de empréstimo e operações de crédito, concessões de auxílios e subvenções, concessões e permissões de serviços públicos, concessão de direito real de uso de bens municipais, entre outros, estipulados pela Lei Orgânica do Município 

## Presidentes da Câmara Municipal de Guarapuava
| Nº | Presidente                                    | Período                   |
| -- | --------------------------------------------- | ------------------------- |
| 01 | Manuel Marcondes de Sá                        | 1853                      |
| 02 | Frederico Guilherme V. Junior                 | 1861 – 1888               |
| 03 | José Tavares de Miranda Lacerda               | 1865                      |
| 04 | José de Freitas Saldanha                      | 1871 – 1891               |
| 05 | Pedro Lustosa de Siqueira                     | 1892                      |
| 06 | Antônio da Rocha Loures Villaca               | 1892 – 1896               |
| 07 | Frederico Ernesto Virmond                     | 1896 – 1900               |
| 08 | Ernesto Frederico Queiroz                     | 1900 – 1904               |
| 09 | Bernardino Roseira de Lacerda                 | 1905 – 1906               |
| 10 | Manoel Moreira de Campos                      | 1907 – 1908               |
| 11 | Manoel Mendes de Camargo                      | 1908                      |
| 12 | Arlindo Martins Ribeiro                       | 1909 – 1912               |
| 13 | Francisco Solano A. de Camargo                | 1913 – 1916               |
| 14 | Ponciano Alves de Araújo                      | 1918                      |
| 15 | Eugênio Lopes Branco                          | 1916 – 1920               |
| 16 | Bento de Camargo Barros                       | 1916 – 1920 – 1930        |
| 17 | Sergio das Chagas Oliveira Taques             | 1929                      |
| 18 | Daniel Cleve                                  | 1916 – 1920 – 1937        |
| 19 | Seraphim de Oliveira Ribas                    | 1920 – 1924               |
| 20 | Izidoro Keche                                 | 1926 – 1927               |
| 21 | Dr. João Ferreira Neves                       | 1947 – 1951               |
| 22 | Amarílio R. Oliveira                          | 1951 – 1953 – 1954 – 1955 |
| 23 | Sebastião de Camargo Ribas                    | 1953 – 1954               |
| 24 | Luiz Pletz Cleve                              | 1955                      |
| 25 | Dr. Eurípio Rauen                             | 1955 – 1956               |
| 26 | Antonio Machado de Oliveira                   | 1959                      |
| 27 | Dr Frontino de Lima                           | 1950 – 1961               |
| 28 | Dario Alves Ribeiro                           | 1961 – 1963               |
| 29 | Orivaldo Ferreira de Oliveira                 | 1959                      |
| 30 | Dario Borge de Liz                            | 1963                      |
| 31 | Darcy Penteado                                | 1967 – 1968               |
| 32 | João Maria Serpa Arruda                       | 1968 – 1969               |
| 33 | Osvaldo Camilo Mendes                         | 1970 – 1971               |
| 34 | Antonio Esteche                               | 1971 – 1973               |
| 35 | Francisco dos Santos Leal                     | 1973 – 1975               |
| 36 | João Carlos Prestes Taques                    | 1975 – 1977               |
| 37 | Hamilton Martins Dangui                       | 1977 – 1978               |
| 38 | João Bosco Pires                              | 1979 – 1980               |
| 39 | Elias Farah Neto                              | 1981                      |
| 40 | Abrão José Melhem                             | 1982                      |
| 41 | Heraclides Mendes Araújo                      | 1983 – 1984               |
| 42 | Valmor Casagrande                             | 1985 – 1986               |
| 43 | Carlos Alberto Milazzo                        | 1987 – 1988               |
| 44 | Dorival Angelucci                             | 1991 – 1992               |
| 45 | Rui Guimarães Pupo                            | 1994 – 1995               |
| 46 | Benedito de Paula Louro                       | 1995 – 1996               |
| 47 | João Bosco Pires                              | 1997 – 1998               |
| 48 | Valtair Siqueira Albertti                     | 1999 – 2000               |
| 49 | Dorival Angelucci                             | 2001 – 2002               |
| 50 | Dorival Angelucci                             | 2003 – 2004               |
| 51 | Valtair Siqueira Albertti                     | 2005 – 2006               |
| 52 | Ademir Strechar                               | 2007 – 2008               |
| 53 | Ademir Strechar                               | 2009 – 2010               |
| 54 | Ademir Strechar                               | 2011, até outubro         |
| 55 | Presidente em exercício João Carlos Gonçalves | outubro de 2011 – 2012    |
| 56 | Edoni Kluber                                  | 2013 – 2014               |
| 57 | João Carlos Gonçalves                         | 2015 – 2016               |
| 58 | João Carlos Gonçalves                         | 2017 – 2018               |
| 59 | João Carlos Gonçalves                         | 2019 – 2020               |
| 60 | João Carlos Gonçalves                         | 2021 – 2022               |
| 61 | Pedro Luiz Moraes                             | 2023 – 2024               |

## Composição atual
Vereadores com mandado de 2021 a 2024:
- Aldonei Luiz Bonfim – PDT

- Alessandro Jorge Oreiko – DEM

- Anderson Marcelo de Lima – União Brasil

- Antonio Cezar Ferreira Prestes – Podemos

- Beatriz Aparecida Neves - MDB

- Bruna Ribeiro Spitzner – Podemos

- Celso Lara da Costa – Cidadania

- Cristiane Aparecida Wainer – PT

- Cristóvão da Cruz – Democracia Cristã

- Elcio José Melhem – Podemos

- Gilson Moreira da Silva – Solidariedade

- João Saulo Piasecki - Republicanos

- Joel dos Santos Barbosa – Solidariedade

- Marcio Luiz Carneiro do Nascimento – Cidadania

- Paulo Cesar de Lima – Podemos

- Pedro Luiz Moraes – Republicanos

- Rodrigo Sereno Crema – União Brasil

- Silvionei de Quadros – Podemos

- Terezinha dos Santos Daiprai – PT

- Valdemar dos Santos - Cidadania

- Wilson Miguel Anciuti – União Brasil

### Mesa Diretora
| Cargo              | Ocupante                |
| ------------------ | ----------------------- |
| Presidente         | Pedro Luiz Moraes       |
| 1º Vice-Presidente | Valdemar dos Santos     |
| 2º Vice-Presidente | Gilson Moreira da Silva |
| 1ª Secretária      | Bruna Ribeiro Spitzner  |
| 2ª Secretária      | Beatriz Aparecida Neves |
| 3º Secretário      | João Saulo Piasecki     |